# 奥克森特·沃奈绍
奥克森特·沃奈绍（匈牙利語：Axente Vanessa，1995年11月19日—），匈牙利超級名模。她是高級時裝品牌：Calvin Klein、Prada、Chanel的代言人。瓦妮莎上過Interview及Vogue Italia等雜誌封面或內頁，也有參與Christian Dior、Gucci、Versace等著名時裝及奢侈品的時裝展。瓦妮莎目前排名Models.com的Top 50 Women的第11名。